# District de Rolle

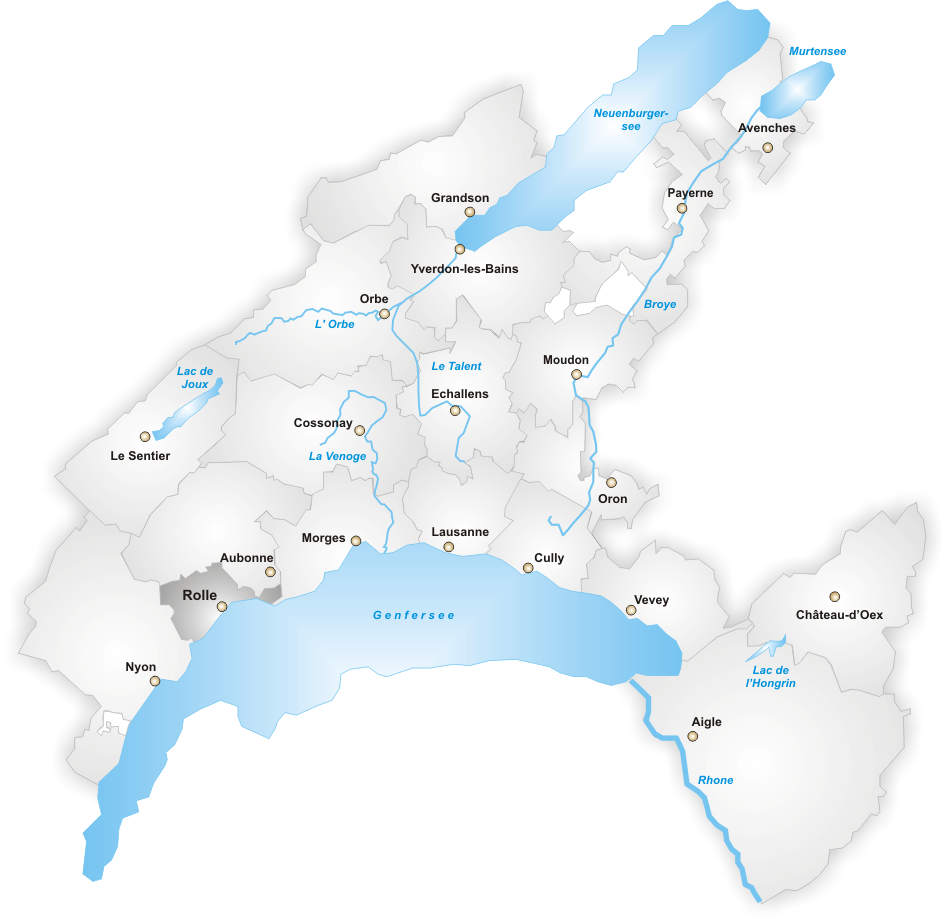
Localisation du district.

Le district de Rolle est l'un des 19 anciens districts du canton de Vaud.
Il disparaît le 1er janvier 2008 à la suite de la réorganisation territoriale du canton de Vaud, les communes le composant se retrouvant incluses dans le district de Nyon, à l'exception d'Allaman qui rejoint le district de Morges.

## Communes
- Cercle de Gilly :
  - Bursinel
  - Bursins
  - Burtigny
  - Dully
  - Essertines-sur-Rolle
  - Gilly
  - Luins
  - Tartegnin
  - Vinzel

- Cercle de Rolle :
  - Allaman
  - Mont-sur-Rolle
  - Perroy
  - Rolle